# Mister Dynamite
Pour les articles homonymes, voir Dynamite (homonymie).
Série
Opération Condor
(1991)
Pour plus de détails, voir Fiche technique et Distribution.
Mister Dynamite  ou Opération Condor 2 : Le Bouclier Des Dieux au Québec (龍兄虎弟 Longxiong hudi) est un film hongkongais réalisé par Jackie Chan, sorti en 1986.

## Synopsis
Jackie, un grand aventurier, est désigné par le Comte Bannon, millionnaire collectionneur d'antiquités, pour retrouver les pièces manquantes d'un ancien artefact religieux, « l'Armure de Dieu ». Parallèlement, les fidèles de cette religion veulent récupérer leur trésor et kidnappent la meilleure amie de Jackie, Lorelei, pour s'en servir comme monnaie d'échange. Jackie souhaite emprunter les parties de l'Armure de Dieu de Bannon pour les échanger contre Lorelei, mais ce dernier n'accepte que si sa fille May l'accompagne pour surveiller l'Armure. Le fiancé de Lorelei, meilleur ami de Jackie, insiste pour partir avec eux. Ensemble, ils vont trouver un plan pour délivrer Lorelei tout en gardant, et même en complétant, l'Armure de Dieu.

## Fiche technique
- Titre français : Mister Dynamite
- Titre québécois : Opération Condor 2: Le Bouclier Des Dieux
- Titre original : 龍兄虎弟 (Longxiong hudi)
- Réalisation : Jackie Chan, avec la participation non créditée d'Eric Tsang
- Scénario : Edward Tang, Roy Szeto, Lo Kin, John Sheppard avec la participation non créditée de Jackie Chan
- Musique : Siu-Tin Lai (crédité comme Michael Lai)

Version de 1998 : J. Peter Robinson
- Photographie : Bob Thompson, Yiu-Tsou Cheung, Peter Ngor et Arthur Wong
- Affiche : Yves Thos
- Production : Leonard Ho et Chua Lam
- Sociétés de production : Golden Harvest Company, Cannon Group, Golan-Globus Productions, Golden Way Films Ltd. et Paragon Films Ltd.
- Distribution : ATC 3000[1],[2] (France), Golden Harvest (États-Unis)
- Pays d'origine : Hong Kong
- Format : Couleurs - 1,85:1 - Dolby - 35 mm
- Genre : Aventures, action, comédie
- Durée : 94 minutes ; 76 minutes (version française)
- Date de sortie[3] :
  - Japon : 16 août 1986
  - Hong Kong : 21 janvier 1987
  - France : 20 juillet 1988

## Distribution
- Jackie Chan (VF : Guy Chapellier ; VQ : François L'Écuyer) : Jackie « Le Faucon » Chang (Asian Hawk en anglais)
- Alan Tam (VF : Jean-Michel Fête ; VQ : François Sasseville) : Alan
- Lola Forner (VF : Dany Laurent ; VQ : Christine Séguin) : May
- Rosamund Kwan (VQ : Hélène Lesnier) : Lorelei (Laura en VF)
- Bozidar Smiljanic (VF : René Bériard ; VQ : Daniel Roussel) : Bannon
- Ken Boyle (VF : Henry Djanik ; VQ : Vincent Davy) : le grand magicien
- John Ladalski (VF : Hubert Drac ; VQ : Marc Bellier) : le chef Lama
- Robert O'Brien : le sorcier
- Boris Gregoric : l'homme de la vente aux enchères
- Alicia Shonte : une combattante
- Vivian Wycliffe : une combattante
- Stephanie Evans : une combattante
- Kenny Bee : un membre du groupe
- ? (VF : Hubert Drac) : le serveur

## Production

### Tournage
Le tournage a lieu en Autriche (Graz et Vienne), en Croatie (Zagreb et Motovun), en Slovénie (château de Predjama), au Maroc, à Paris, aux Philippines et en Espagne.
C'est pendant ce tournage que Jackie Chan s'est le plus grièvement blessé de toute sa carrière. Il doit sauter d'un mur et s'accrocher sur une branche, mais malheureusement pour lui, la branche lui glisse entre ses mains. Il fait une chute de plus de dix mètres et tombe la tête la première. Amené d'urgence à l'hôpital, il restera cloué au lit pendant plus de six mois. Il porte depuis une petite plaque en plastique implantée sur le crâne. À la suite du report dû à l'accident, le réalisateur Eric Tsang quitte le projet et est remplacé par Jackie Chan lui-même à son retour.
Jackie Chan conduit dans le film une Mitsubishi Colt Targa Concept construite spécialement pour le film.

### Musique
La séquence musicale avec le groupe The Losers est une parodie du groupe rock hongkongais The Wynners. La formation des Wynners inclut notamment Alan Tam, Anthony Chan et Kenny Bee. Tous trois apparaissent dans le film.

## Sortie

### Titres
Le film n'est pas sorti dans les salles américaines. Cependant sa suite Opération Condor connaitra une sortie dans les salles américaines en 1991. Miramax Films ressortira alors le film en vidéo en 1998 sous le titre Operation Condor 2: The Armor of the Gods, bien qu'il soit chronologiquement sorti avant. La partition musicale a été refaite par Michael Wandmacher pour cette ressortie américaine.

### Accueil
Le film reçoit des critiques plutôt positive,. Sur l'agrégateur américain Rotten Tomatoes, il récolte 78% d'opinions favorables pour 9 critiques et une note moyenne de 6,55⁄10.
En 2014, le magazine Time Out demande à plusieurs critiques, réalisateurs, acteurs et cascadeurs leur liste de films d'action préféré. Mister Dynamite se classe à la 81e place.

## Récompense
- Nomination pour les meilleures chorégraphies (Chia Yung Liu et Chun Yeung Yuen), lors des Hong Kong Film Awards 1988[13]

## Trilogie
- 1986 : Mister Dynamite (Longxiong hudi) (龍兄虎弟) de Jackie Chan et Eric Tsang
- 1991 : Opération Condor (Fei ying gai wak) de Jackie Chan
- 2012 : Chinese Zodiac (Shi Er Sheng Xiao) de Jackie Chan